# نورمن بارت
نورمن روپرت بارت (انگلیسی: Norman Barrett) (16 مارس ۱۹۰۳ – ۸ ژانویه ۱۹۷۹) یک جراح استرالیایی است که بیشتر به خاطر توصیف بیماری بارت مری شناخته می‌شود.

## اوایل زندگی
بارت در ۱۶ ماه مه ۱۹۰۳ در آدلاید استرالیا به دنیا آمد. او فرزند آلفرد و کترین بارت بود. عموی بزرگ او جیمز بارت پزشک بود و ۴ نفر از فرزندان جیمز نیز پزشک شدند. یکی از این فرزندان به که عموی نورمن به اسم سیر جمیز بارت بود، مؤسس کالج سلطنتی جراحان استرالیا بود. او همچنین رئیس دانشگاه ملبورن بود.